# 최신유행
《최신유행》는 대한민국의 락 아티스트 전기뱀장어 (밴드)가 2011년 첫 번째 EP 앨범 《충전》을 발매한 뒤 음악적 지향성의 수렴, 멤버 교체 등의 진통을 겪으면서도 착실히 인지도를 쌓은 후 약 8개월 후인 2012년 3월 20에 발매한 두 번째 EP 음반이다. "2012년 4월 1주 네이버 '이주의 발견 - 국내' 앨범"에 선정되었다.

## 수록곡
| #  | 제목                                     | 작사              | 재생 시간 |
| -- | ---------------------------------------- | ----------------- | --------- |
| 1. | 〈송곳니 (EP Ver.)〉                     | 전기뱀장어 (밴드) | 3:51      |
| 2. | 〈최신유행 (EP Ver.)〉                   | 전기뱀장어 (밴드) | 3:29      |
| 3. | 〈퍼피〉 (feat. 연리목 of 눈뜨고 코베인) | 전기뱀장어 (밴드) | 2:46      |
| 4. | 〈평행사변형〉                           | 전기뱀장어 (밴드) | 3:20      |
| 5. | 〈언덕〉                                 | 전기뱀장어 (밴드) | 3:04      |
| 6. | 〈거친 참치들 (EP Ver.)〉                | 전기뱀장어 (밴드) | 4:43      |